# Сегодняночью
«Сегодняночью» — российская поп-рок-группа.

## История
Основал группу в 1999 году гитарист из Ленинграда Никита Владимирович Козлов, сын рок-музыканта Владимира Козлова, который учился пять лет в музыкальной школе и окончил институт культуры, играл в питерском клубе «Нева», а также пел, играл на гитаре в барах, был участником рок-н-ролльных питерских групп «Липкие пальчики», «Лунные собачки». 

До «Сегодня ночью» о шоу-бизнесе я никогда не думал. Просто жил себе спокойно и пел, играл, сочинял песни. — фронтмэн группы Никита Козлов
О группе «Сегодня ночью» (первоначальное название писалось в два слова) впервые услышали в 2001 году. Тогда президент компании CD Land Records Юрий Цейтлин заметил домашнюю демозапись группы и подписал с ними контракт на выпуск дебютного альбома «Кофе и сигареты». В качестве студийного продюсера пластинки выступил Илья Лагутенко, бессменный лидер группы «Мумий Тролль». После выхода альбома композиции «Герда, икай», «Не удержаться» и «Кофе и сигареты» попали в жесткую ротацию радиостанций, а клип на «Кофе и сигареты» занимал первые места в хит-парадах MTV.
Внутренние разногласия между участниками группы привели к её распаду. Вокалист Никита Козлов, оставшись один, собрал новый состав. В августе 2004 года группа «Сегодня ночью» выпустила свой второй альбом под названием «Долгая дорога в дюймах». Изменилось из-за возможных претензий со стороны лейбла CD Land b название группы: вместо «Сегодня ночью» — «Сегодняночью».
Материал для третьего альбома «Плохие правила хорошего тона» был записан в 2006 году, однако из-за затянувшихся поисков выпускающего лейбла, на прилавки музыкальных магазинов он поступил только 30 июня 2007 года.
В 2007 году фронтмен группы Никита Козлов помирился с автором текстов первого альбома группы Николаем Елисеевым и музыканты приступили к записи четвёртого альбома «Проституция», который вышел 31 октября 2008 года.
4 октября 2010 года в эфир телеканала СТС вышел сериал «Как я встретил вашу маму», саундтрек к которому записала группа «Сегодняночью».

## Состав
- Никита Козлов — вокал, гитара, губная гармоника.
- Григорий Долбиев — бас, вокал
- Кирилл Павловский — ударные.
- Александр Корбуков — гитара

## Дискография
- 2002 — Кофе и сигареты
- 2004 — Долгая дорога в дюймах
- 2007 — Плохие правила хорошего тона
- 2008 — Проституция
- 2012 — В ладонях осени
- 2014 — Обратная сторона заглавного
- 2019 — Седьмой[3]